# Hugo Grenier
Hugo Grenier (Montbrison, 23 marzo 1996) è un tennista francese.
È attivo in prevalenza nei circuiti minori, ha vinto diversi titoli ITF e dal 2021 ha vinto anche alcuni tornei Challenger. I suoi migliori ranking ATP sono stati il 95º in singolare nel settembre 2022, mentre in doppio non è andato oltre il 362º.

## Statistiche
Aggiornate all'8 ottobre 2023.

### Tornei minori

#### Singolare

##### Vittorie (11)
| Legenda tornei minori |
| Challenger (5)        |
| ITF (6)               |

| N. | Data              | Torneo                                                | Superficie  | Avversario in finale | Punteggio           |
| 1. | 14 novembre 2021  | Open International de Roanne, Roanne                  | Cemento (i) | Hiroki Moriya        | 6-2, 6-3            |
| 2. | 31 luglio 2022    | Open Castilla y León, Segovia                         | Cemento     | Constant Lestienne   | 7-5, 6-3            |
| 3. | 10 settembre 2022 | Cassis Open Provence, Cassis                          | Cemento     | James Duckworth      | 7-5, 6-4            |
| 4. | 26 marzo 2023     | Challenger Club Els Gorchs, Les Franqueses del Vallès | Cemento     | Billy Harris         | 3-6, 6-1, 7-6(3)    |
| 5. | 22 luglio 2023    | Open Ciudad de Pozoblanco, Pozoblanco                 | Cemento     | Juan Pablo Ficovich  | 6(4)-7, 6-2, 7-6(3) |

##### Sconfitte in finale (11)
| Legenda tornei minori |
| Challenger (2)        |
| ITF (9)               |

| N.  | Data            | Torneo                               | Superficie | Avversario in finale | Punteggio         |
| 1.  | 17 ottobre 2021 | JC Ferrero Challenger Open, Alicante | Cemento    | Constant Lestienne   | 4-6, 3-6          |
| 14. | 8 ottobre 2023  | JC Ferrero Challenger Open, Alicante | Cemento    | Constant Lestienne   | 7-6(10), 2-6, 4-6 |